# Clubul Alpin Român
Clubul Alpin Român (CAR) è il club alpino rumeno, associazione con sede a Bucarest fondata nel 1934.

## Storia
L'idea di fondare un club che riunisse gli alpinisti rumeni era nata nella mente di Nicolae Dimitrie membro di un gruppo chiamato Gruparea Alpină. Essendo all'epoca in 8, quindi troppo pochi per dar vita a questa associazione, decisero di affiliarsi a un'associazione più vecchia, l'ADMIR, nel 1933.
Il primo fu un anno di intensa attività durante il quale nacque la rivista Buletinul Alpin con pubblicazione di percorsi montani, e l'organizzazione di varie escursioni per gli amanti della montagna. 
Dopo un anno di convivenza con l'associazione madre ADMIR, il gruppo alpino si ritirò, dando vita, il 18 marzo del 1934 al Clubul Alpin Român.

## Attività
Il CAR è membro dell'Unione internazionale delle associazioni alpinistiche (UIAA), dal 1937.
Le sue principali attività vertono su:
- promozione e istruzione a livello nazionale dei principali sport di montagna
- salvataggio in montagna
- costruzione, mantenimento e gestione di rifugi
- sports d'élite
- escursioni pedestri e con gli sci
- campi alpini destinati alle famiglie
- alpinismo giovanile
- salvaguardia dell'ambiente, delle aree protette
- ricerca scientifica legata all'ambiente
- attività culturali
- pubblicazioni